# مبارك سالمين
 مبارك سالمين مبارك سالم شاعر وناقد وأكاديمي يمني ورئيس اتحاد الأدباء والكتاب اليمنيين، ولد في 10 يونيو 1957 م بمدينة (الديس الشرقية) محافظة حضرموت. حصل على شهادة الدكتوراه في علم الاجتماع الثقافي سنة 2008 جامعة صنعاء، له عدة مشاركات علمية وأدبية في اليمن وخارجه وترأس عدة جمعيات واتحاديات أدبية.

## الإصدارات
- ظاهرة العنف في المدرسة- كتاب في علم الاجتماع التربوي  ط1 1998 صنعاء ـ الطبعة الثانية 2005 دار عبادي
- ديوان (اشراقات) شعر مشترك 1988 دمشق
- ديوان شعر (الآن) يونيو 2003 صنعاء دار عبادي
- الكرسي: ديوان شعر (كتاب مجلة الرافد) أبريل 2017.
- أيام تونسية: ادب رحلات - دار البدوي 2014 تونس
- الطوفان رواية - دار أروقة القاهرة 2018
- (يوميات الرماد) شعر. (الهيئة العامة المصرية للكتاب 2018).
- نقد الشعر اليمني المعاصر وشرك المدرسة (دار عناوين) القاهرة -2021
- صورة الآخر في الكتب المدرسية اليمنية (دار عناوين) القاهرة -  2022

### وصلات خارجية
- موقع اليوم برس
- موقع الأمناء نت
- صحيفة الخليج